# St-Nicaise (Reims)

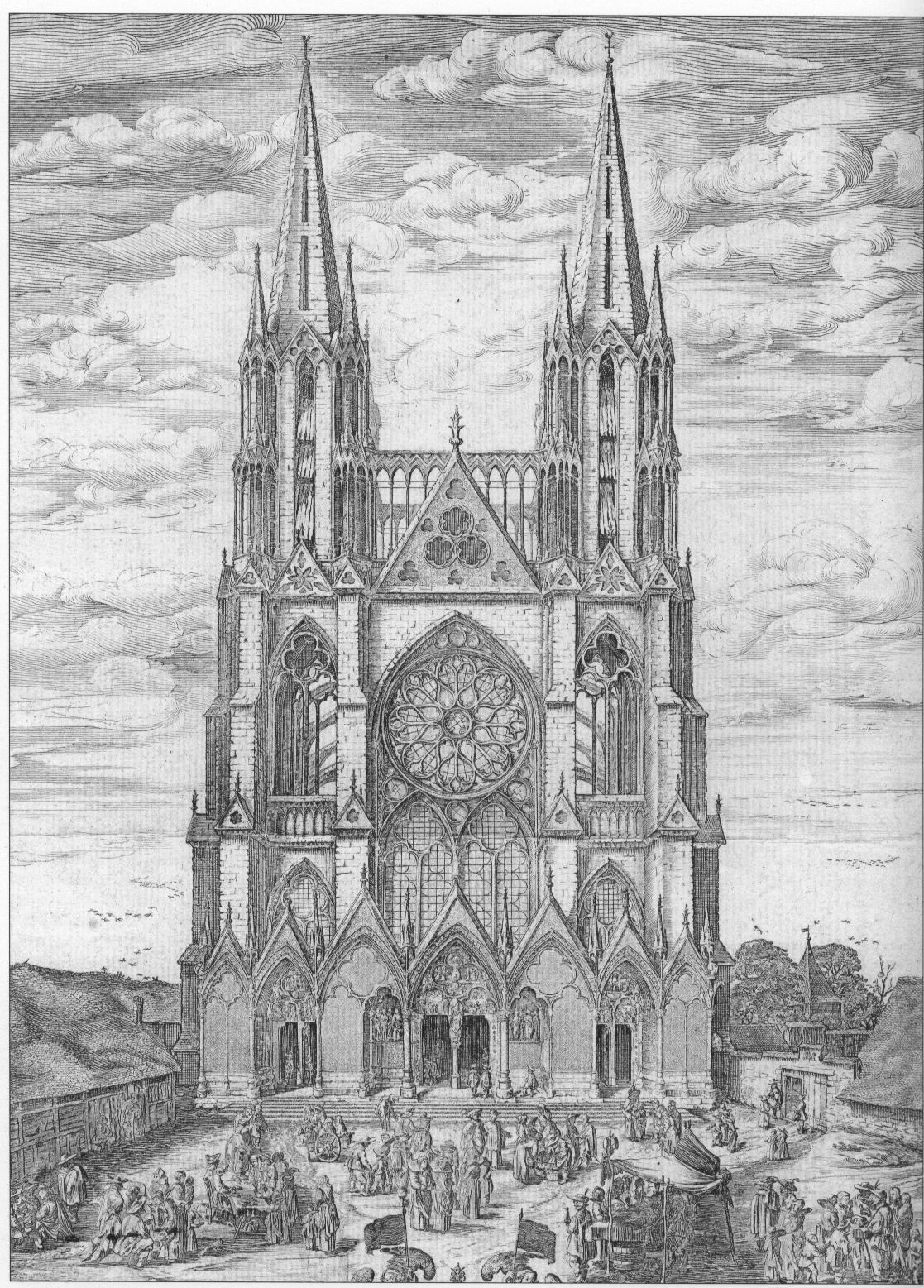
Saint-Nicaise auf einem Stich von Nicolas de Son, 1625

Die ehemalige Benediktinerabtei Saint-Nicaise ist ein abgegangenes Bauwerk in der französischen Stadt Reims im Département Marne in der Region Grand Est. Den Namen des Reimser Bischofs und Märtyrers Nicasius (5. Jahrhundert) trägt nunmehr die 1923 im Viertel Chemin-Vert in Reims errichtete Kirche Saint-Nicaise mit Ausstattung von Maurice Denis und Gustave-Louis Jaulmes und Bleiglasfenstern von René Lalique.

## Geschichte

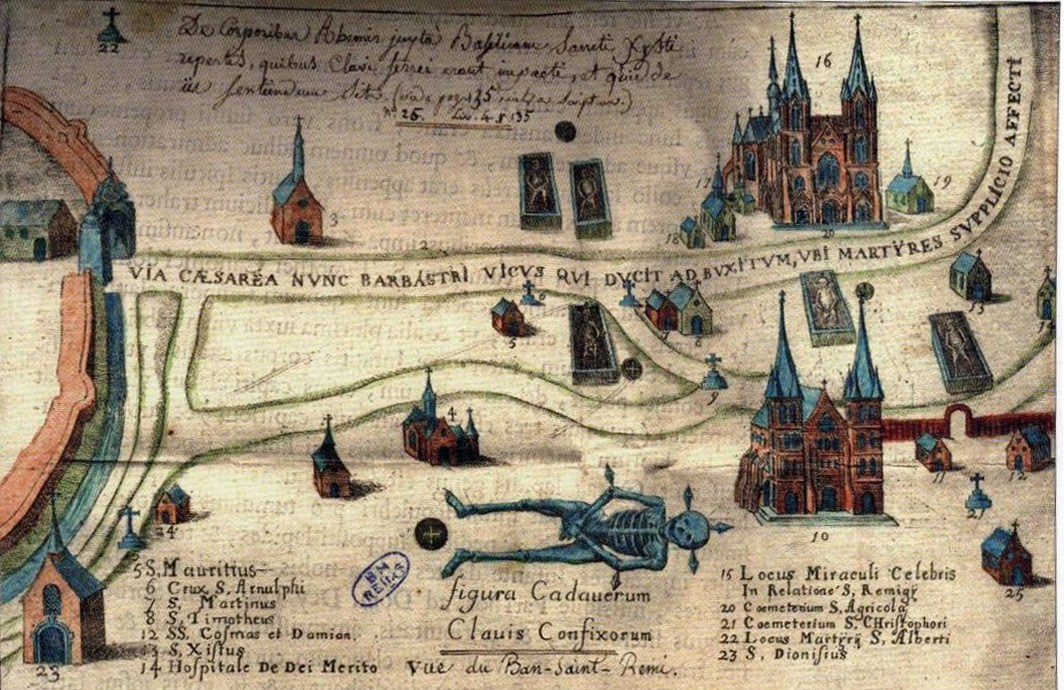
Saint-Remi (10) und Saint-Nicaise (16). Historischer Plan.

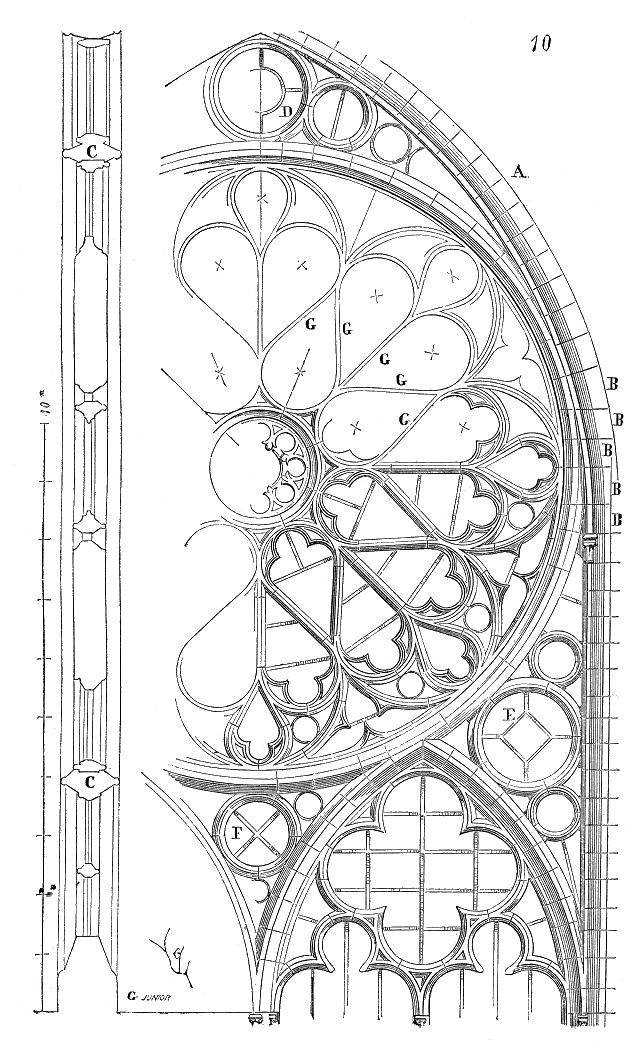
Fensterrose nach Viollet-le-Duc

Die Abteikirche, die als eines der Hauptwerke der gotischen Architektur gilt, wurde in den Jahren 1231 bis 1263 von Hugues Libergier begonnen und von Robert de Coucy vollendet. Die Fassade ist durch einen Stich von Nicolas de Son aus dem Jahr 1625 überliefert. Im Jahr 1799 wurde die Abtei abgebrochen. Auf ihrem Gelände befindet sich heute die Champagnerkellerei Taittinger.
Die Abteikirche entstand auf dem Gelände einer Kirche Saint-Agricole und Saint-Vital aus dem 4. Jahrhundert. Der hl. Nicasius wurde dort begraben, und so wurde die Kirche zur traditionellen Grablege der Bischöfe der gallo-romanischen Zeit. Sie wurde im Jahre 1060 durch ein Benediktinerinstitut für Pilger ersetzt. Obwohl viele Male repariert, war die Kirche bereits nach kurzer Zeit sehr baufällig.
Das Neubauprojekt begann als eine prächtige Klosterkirche im Jahr 1229 oder 1231 durch Hugo Libergier und wurde 1263 von Robert de Coucy vollendet. Sie wurde als „Sainte Chapelle de Reims“ (Heilige Kapelle von Reims) bezeichnet. Lange Zeit galt sie als eine der schönsten Kirchen in Frankreichs und als ein Meisterwerk der gotischen Architektur.

## Bau
Der Stich von Nicolas de Son zeigt eine stattliche gotische Kirche mit von Spitzhelmen gekrönter Doppelturmfassade, Dreiecksgiebel mit drei Okuli und einer großen Fensterrose über zwei Spitzbogenfenstern.